# Jean-Auguste Margueritte

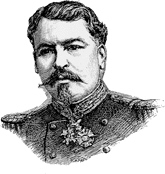
Jean-Auguste Margueritte

Jean-Auguste Margueritte (* 15. Januar 1823 in Manheulles, Département Meuse, Frankreich; † 6. September 1870 in Belgien) war ein französischer Général de division. Er war der Sohn des Gendarmen Antoine Margueritte.

## Leben und Wirken
Margueritte ging nie zur Schule und genoss auch keine Ausbildung. Im Büro seines Vaters lernte er lesen und schreiben. Als Kind spielte er viel mit Arabern seiner Heimat und lernte so die Sitten dieses Volkes kennen und die arabische Sprache sehr gut zu verstehen und zu sprechen.
Margueritte ging 1831, im Alter von acht Jahren, mit seinem Vater nach Algerien. Drei Jahre später, 1834, wurde er offizieller Dolmetscher bei der Gendarmerie. Nach der Grundausbildung verpflichtete er sich dort. Im Jahre 1840 wurde er Brigadier, bald darauf Sous-lieutenant und verdiente seine erste Auszeichnung. Margueritte lehnte wegen der Auflösung seiner Division in Algerien vier weitere Auszeichnungen und ein Stipendium ab und beschloss, von vorn anzufangen.
Er verpflichtete sich als einfacher Soldat bei der 4. Division der afrikanischen Jäger in Toulon, um baldmöglichst wieder nach Algerien befohlen zu werden. Im Jahre 1843 wurde er schon mit 20 Jahren in die Ehrenlegion aufgenommen. Ab 1850 wurde er in Sedan stationiert.
Im Oktober 1862 wurde Margueritte vorübergehend nach Mexiko entsandt, diesen Einsatz musste er jedoch schon im Mai 1864 aus gesundheitlichen Gründen abbrechen und nach Frankreich zurückkehren. Dort wurde er zum Colonel befördert und erhielt fünf Auszeichnungen. Wieder gesund kehrte er nach Algerien zurück. Schon mit 44 Jahren, 1867, wurde er Général de brigade.
Margueritte nahm in Algerien an mehreren Militärkampagnen teil und unterstützte die Offiziere in der Zeit der kolonialen Eroberung in personellen und technischen Verwaltungsdingen durch seine hervorragenden Kenntnisse der arabischen Sprache und der lokalen Bräuche. In seiner Freizeit beschäftigte er sich viel mit arabischer Poesie und wollte auch seinen Lebensabend in Algerien verbringen.
Im Jahre 1870 wurde er jedoch nach Frankreich zurückbefohlen, um am Krieg gegen Preußen teilzunehmen. Am 16. August wurde er beauftragt, Kaiser Napoléon III. (1808–1873) bis nach Verdun zu begleiten. Aber am 1. September, als er auf dem Schlachtfeld zum Général de division befördert wurde und seine Division mit dem Verteidigungsaufbau Sedans begann, wurde er von einer Kugel in den Kopf getroffen.
Fünf Tage darauf, am 6. September 1870, erlag Margueritte seinen Verletzungen in Belgien. Er hinterließ zwei Söhne, Victor (1866–1942) und Paul Margueritte (1860–1918), beide schrieben über ihn eine Lebensgeschichte.
Ihm zu Ehren tragen heute ein Gymnasium und das Lycée Jean Auguste Margueritte seinen Namen. In der Region um Illy, einer Ortschaft nördlich von Sedan, wo Margueritte verwundet wurde, steht zu seinem Gedenken ein einfaches Steinkreuz. In Verdun und in Fresnes-en-Woëvre, einer Nachbargemeinde seines Geburtsortes, stehen Statuen von ihm, die nach seinem Ableben errichtet wurden.

## Werke
- Chasses de l'Algérie et notes sur les Arabes du sud. Furne & Jouvet, Paris 1869.